# Niphogeton lingula
Niphogeton lingula är en flockblommig växtart som först beskrevs av Hugh Algernon Weddell, och fick sitt nu gällande namn av Mildred Esther Mathias och Lincoln Constance. Niphogeton lingula ingår i släktet Niphogeton och familjen flockblommiga växter. Inga underarter finns listade i Catalogue of Life.